# Canon de montagne Type 31 75 mm
Pour les articles homonymes, voir Canon de 75 mm.
Le canon de montagne Type  31 75 mm  était une pièce d'artillerie de construction japonaise qui servit durant la guerre russo-japonaise. Il s'agit d'une version allégée du canon de campagne Type 31 75 mm (it) japonais.  La désignation  Type 31 indique que ce canon a été adopté par l'Armée impériale  la 31e année du règne de l'empereur Meiji, soit 1898 dans le calendrier grégorien.

## Conception
Le canon Type 31 a été conçu par le lieutenant-général de l'Armée impériale Arisaka Nariakira, qui dessina plus tard le célèbre fusil de l'infanterie japonaise : le Type 38.
Le Type 31 était construit avec un tube en acier ce qui, en comparaison de son prédécesseur le Canon de montagne 7 cm (en) construit en bronze, permettait d'améliorer la portée utile et la précision.
La désignation "de montagne" du canon indique que sa construction est modulaire pour faciliter le transport. Le Type 31 était ainsi capable d'être divisé en plusieurs parties pour être transportable à dos d'homme ou mulet.
Il utilisait aussi de nouvelles munitions avec de la poudre sans fumée au lieu de la poudre noire. Son principal inconvénient était qu'aucun système d'amortissement du recul n'était installé, les artilleurs devaient de nouveau régler la hausse entre chaque tir. Une fois le tir effectué, le canon revenait en place uniquement grâce à un système de câbles reliant les roues à un ressort situé dans l'attelage.

## Engagements
Le canon de montagne Type31 de 75 mm servit durant la guerre russo-japonaise, où il était le canon standard de l'infanterie japonaise. 100 unités furent vendues par le Japon à l'Empire russe et servirent durant la guerre civile finlandaise. 44 de ces exemplaires furent abandonnées en Finlande et utilisés par la Garde civile jusqu'en 1930.

## Médias

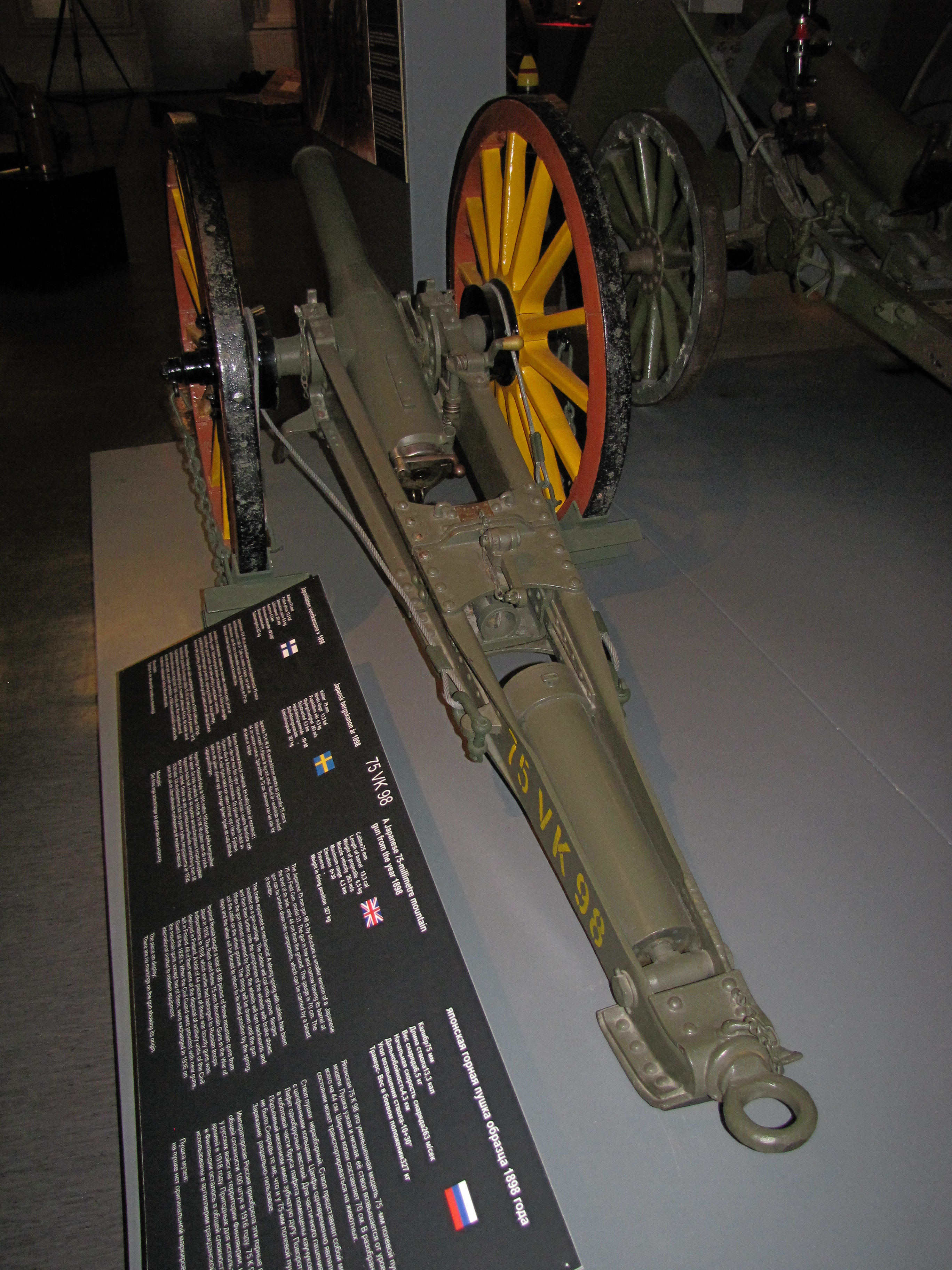
Vue arrière du canon Type 31 capturé aux russes par les Forces finlandaises durant la guerre civile. À noter le système de ressort en bout d'attelage.(Musée de l'artillerie d'Hämeenlinna)
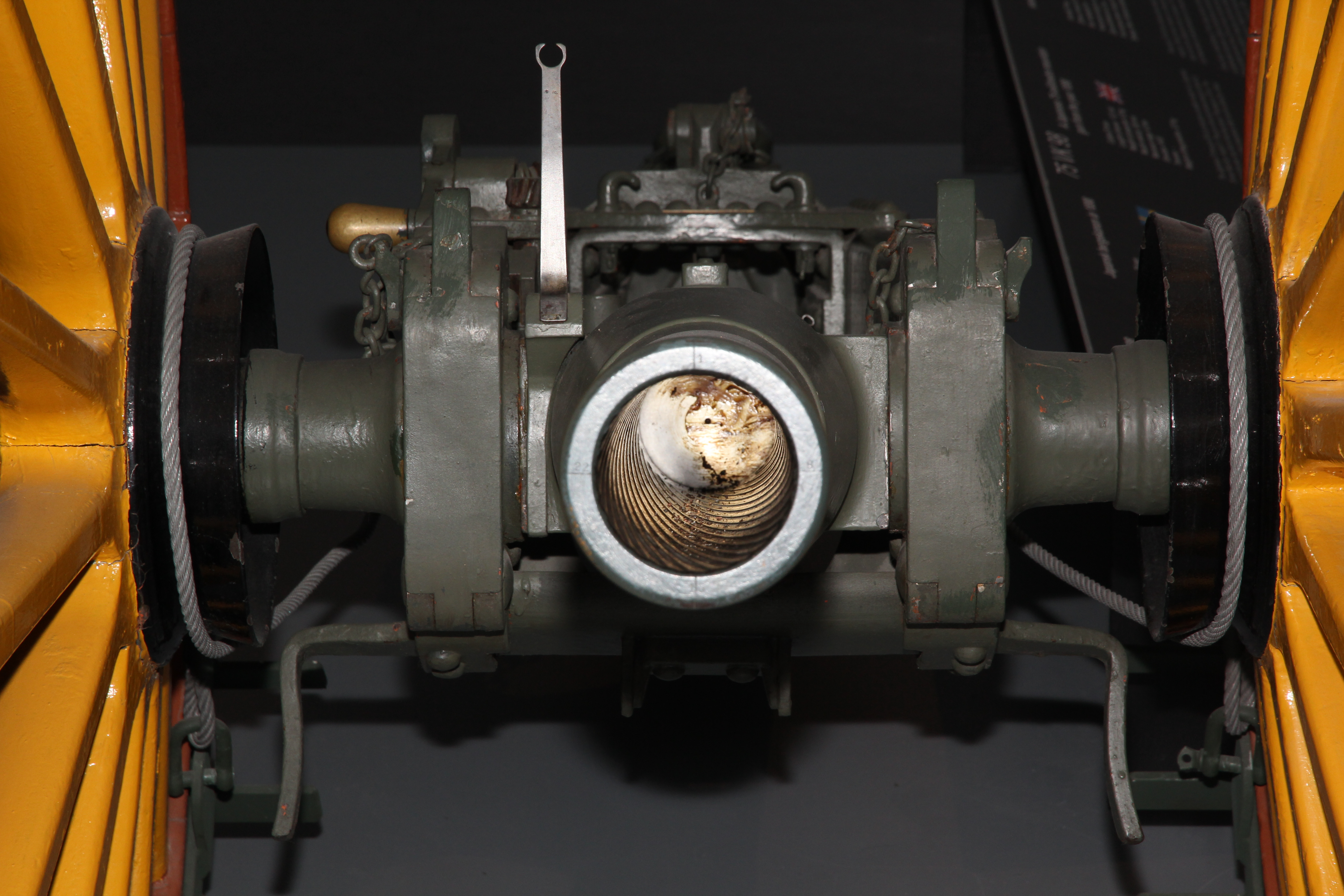
Vue en détail de l'intérieur du tube du Type 31. on peut voir que le canon est rayé pour améliorer la précision. À noter les câbles du ressort passant sur le moyeu des roues.
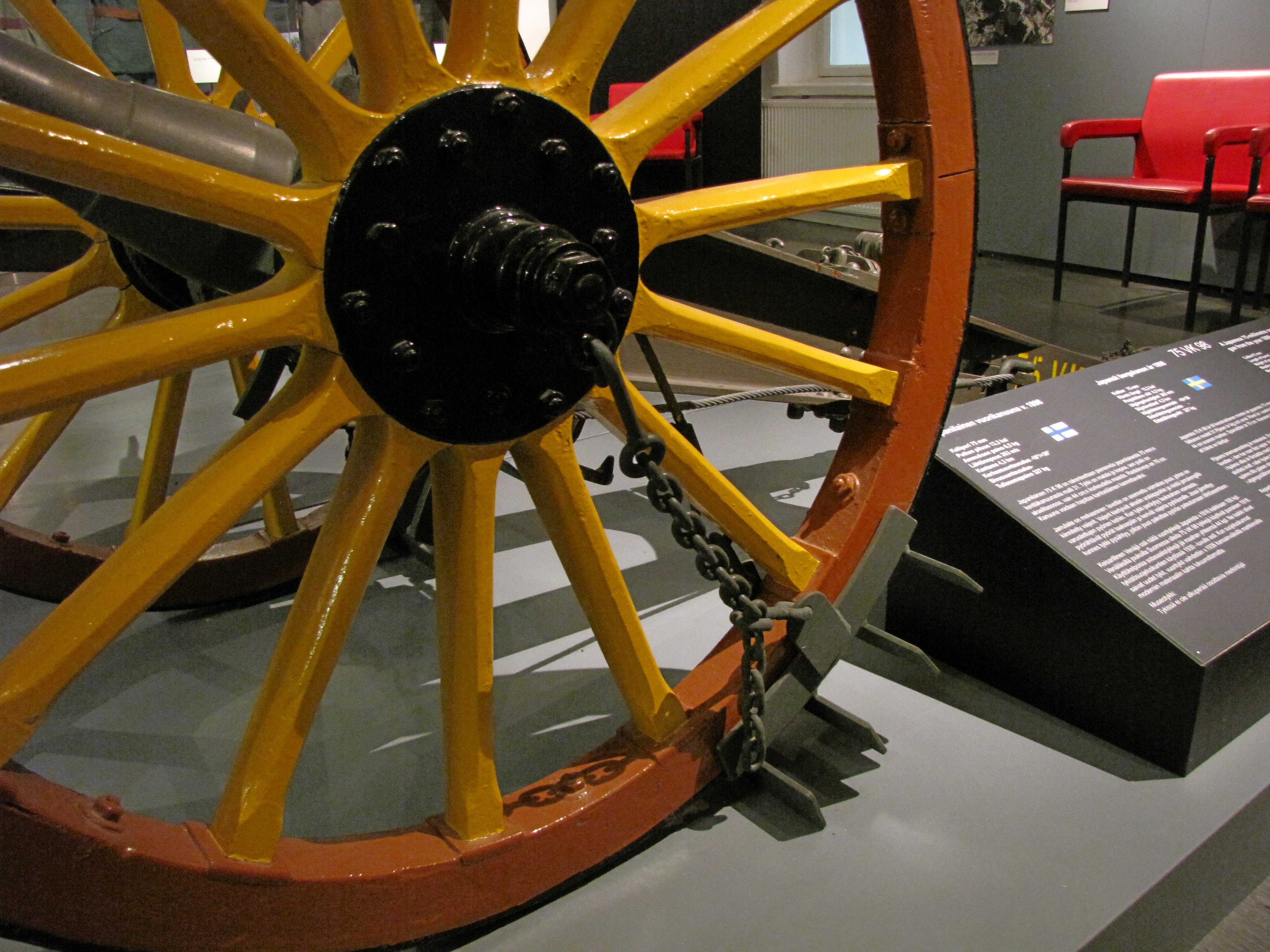
Vue en détail de l'autre système d'amorti "primitif" du recul. Les cales dentées de roues sont reliées au moyeu des roues par une chaine et par un câble au ressort situé en bout d'attelage. Lors du tir, le canon est recule, les cales dentées se plantent dans la terre, les roues tournent et tendent les câbles du ressort, la force du ressort fait que les roues tournent vers l'avant pour remettre le canon en place.